# Tegalyoso
Tegalyoso is een bestuurslaag in het regentschap Klaten van de provincie Midden-Java, Indonesië. Tegalyoso telt 2928 inwoners (volkstelling 2010).